# Treno RegioExpress
La denominazione RegioExpress designa una categoria di treni presente in diversi paesi europei, segnatamente Svizzera e Italia, che effettua servizio regionale senza fermarsi in tutte le stazioni. 

## Descrizione
In origine il servizio in Svizzera era denominato "treno diretto" (tedesco: Schnellzug); il nome RegioExpress fu introdotto negli anni 2000 per evocare il concetto di "treno espresso regionale" con una formula applicabile a tutte le lingue nazionali. La sigla identificativa era inizialmente RX, poi cambiata in RE.
Un treno RegioExpress è descritto in ambito svizzero come un servizio regionale che collega tra loro una stazione "nodo" (dove si intersecano diversi collegamenti) con un'altra, fermandosi in località di media rilevanza, trascurate dai treni di categoria superiore, ma saltando le fermate più piccole. In linea di principio, aspetta qualche minuto per le coincidenze e ammette il trasporto di biciclette.

## Svizzera
In Svizzera i treni RegioExpress circolano, oltre che sulle linee a scartamento normale, anche su quelle a scartamento metrico come, ad esempio, sulle linee della Ferrovia Retica. Le diverse imprese ferroviarie come le FFS o la FR che gestiscono i RegioExpress utilizzano attrezzature specifiche in base alle loro esigenze. Le attrezzature così impegnate possono variare notevolmente a seconda della regione e dell'importanza attribuita dall'operatore alla relazione ferroviaria in questione, nonché all'aiuto concesso dal Cantone.
Ad esempio, i RegioExpress che servono le linee dell'arco del Giura, come sul collegamento Bienne - Delémont, sono gestiti da convogli FLIRT identici a quelli utilizzati per il traffico regionale, mentre sulla linea Losanna - Ginevra vengono utilizzati convogli KISS RABe 511 prodotti da Stadler Rail. La BLS utilizza sui suoi collegamenti RE come quello tra Berna e Lucerna un equipaggiamento VU III climatizzato e recentemente rinnovato. Parte del traffico RegioExpress tra Biel/Bienne e Berna è assicurato dai treni RABDe 500 che normalmente circolano sul traffico InterCity.

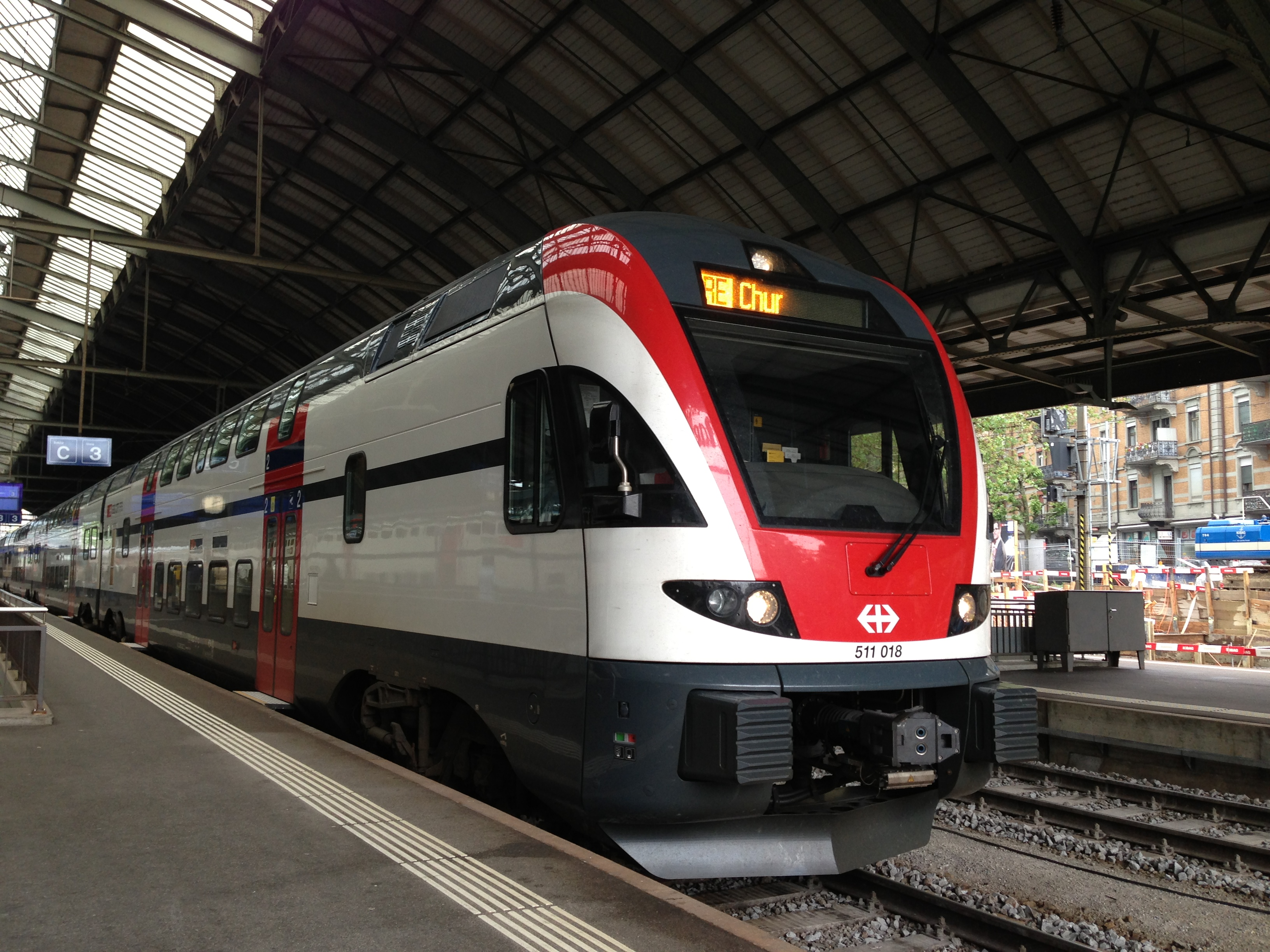
Rheintal-Express espletato con SBB RABe 511 a St. Gallen

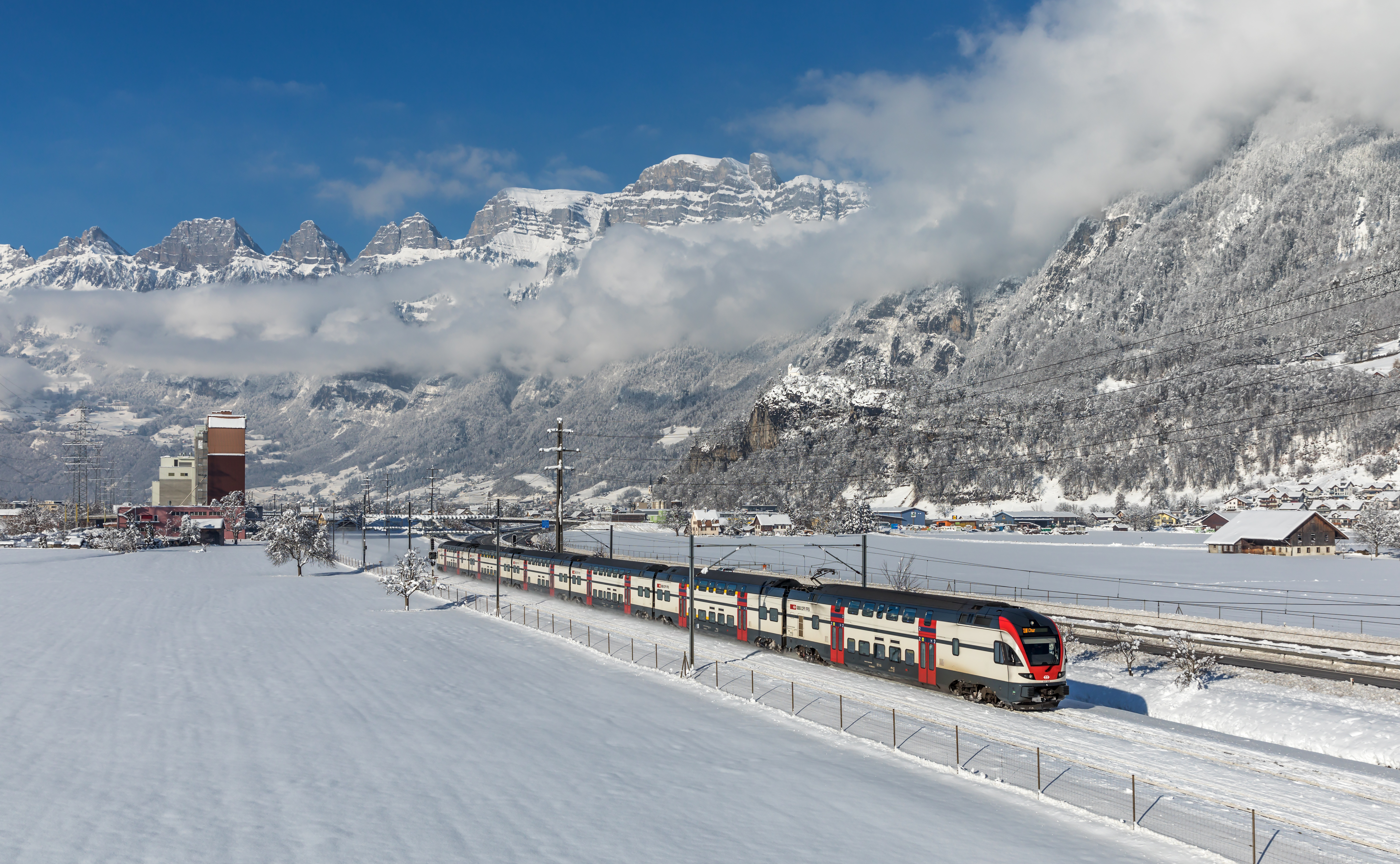
SBB RABe 511 029 in transito da Zurigo a Coira come RE 3471

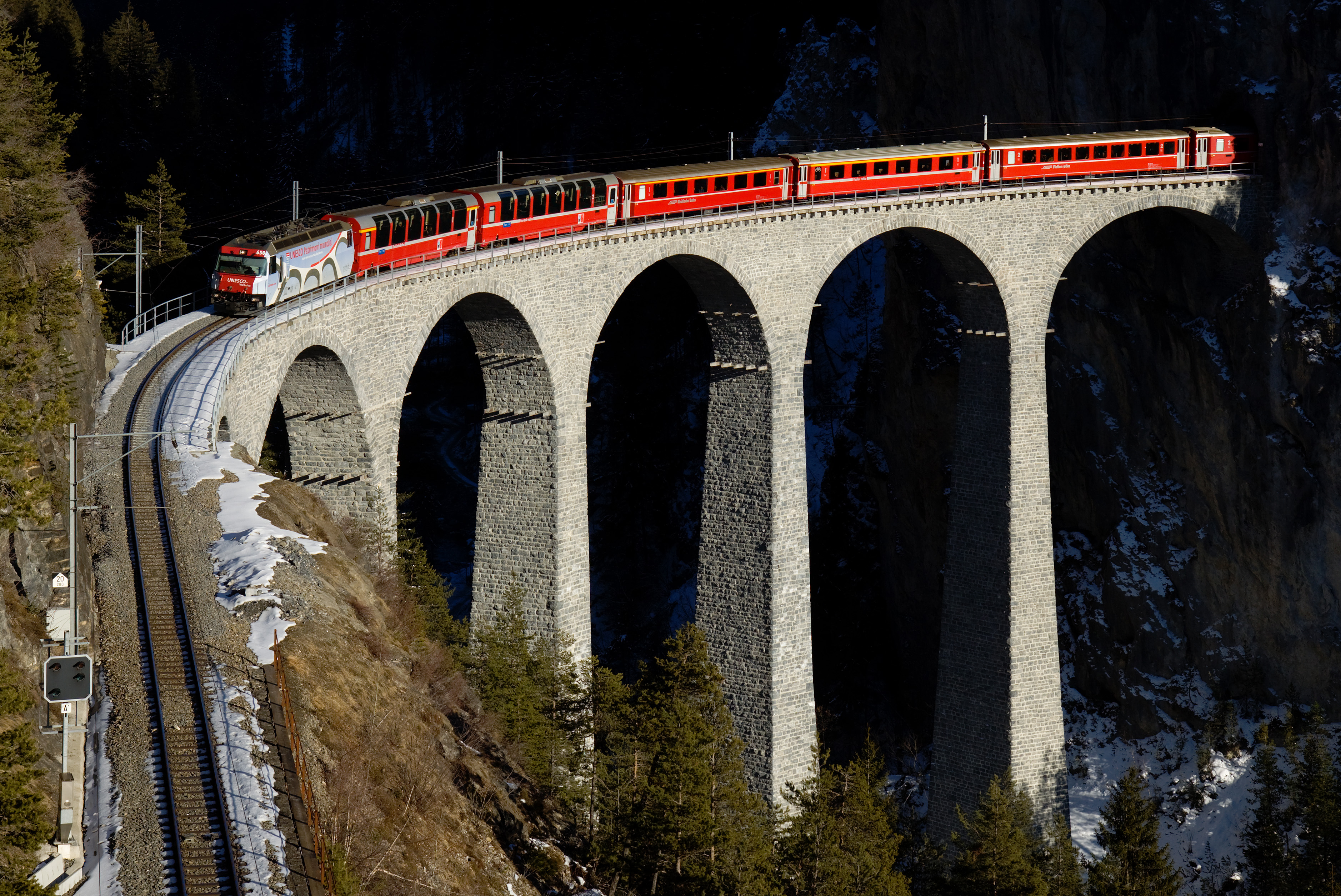
RegioExpress Sankt Moritz - Coira in transito sul viadotto Landwasser

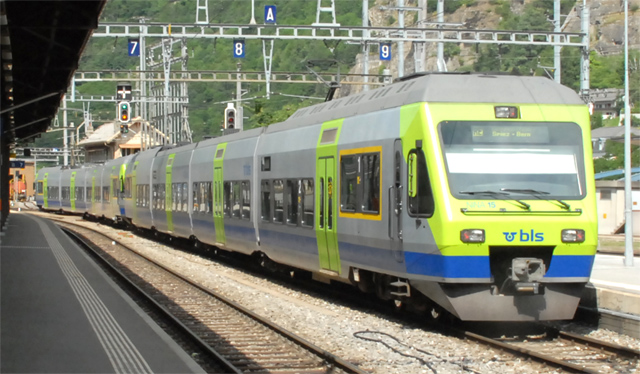
Treno RegioExpress dell'Impresa ferroviaria BLS nella stazione di Thun

I treni RegioExpress circolano regolarmente sulle seguenti tratte:
- RE 80

Locarno – Cadenazzo – (Galleria di base del Monte Ceneri) Lugano – Mendrisio – Chiasso – Como San Giovanni – Monza – Milano Centrale (dal 5 aprile 2021) (TILO)
- RE

Herisau – St. Gallen – Romanshorn – Kreuzlingen Hafen – Konstanz (Thurbo)
- RE

Winterthur – Konstanz (Thurbo)
- RE

St. Gallen – Rorschach – Buchs SG – Sargans la sera dopo la cessazione del servizio dell'IR 13) (SBB)
- RE

Zürich HB – Bülach – Schaffhausen (SBB)
- RE

Aarau – Lenzburg – Zürich HB (SBB)
- RE

Olten – Brugg AG – Wettingen (– Zürich HB) (SBB)
- RE

Luzern – Sursee – Olten  (SBB)
- RE

Luzern – Wolhusen (– Langenthal) (BLS)
- RE

Luzern – Wolhusen – Konolfingen – Bern (BLS)
- RE

Bern – Spiez – Brig (– Domodossola) (Lötschberger)  (BLS)
- RE

Bern – Spiez – Zweisimmen  (BLS)
- RE

Spiez – Interlaken Ost (BLS)
- RE

Bern – Düdingen – Fribourg/Freiburg – Romont – Bulle – Broc-Village (tpf, RE2 e RE3)
- RE

Neuchâtel – Travers – Frasne (SBB)
- RE

Neuchâtel – La Chaux-de-Fonds – Le Locle (SBB)
- RE

Biel/Bienne – Delémont – Delle (– Meroux TGV) (SBB)
- RE

Annemasse/Genève-Aéroport – Genève – Lausanne – Vevey (– Saint-Maurice) (SBB)
- RE

Disentis/Mustér – Chur – Landquart – Klosters – Scuol-Tarasp  (RhB)
- RE

Landquart – Klosters – Davos  (RhB)
- RE

Landquart – Klosters – St. Moritz (RhB)

## In Italia

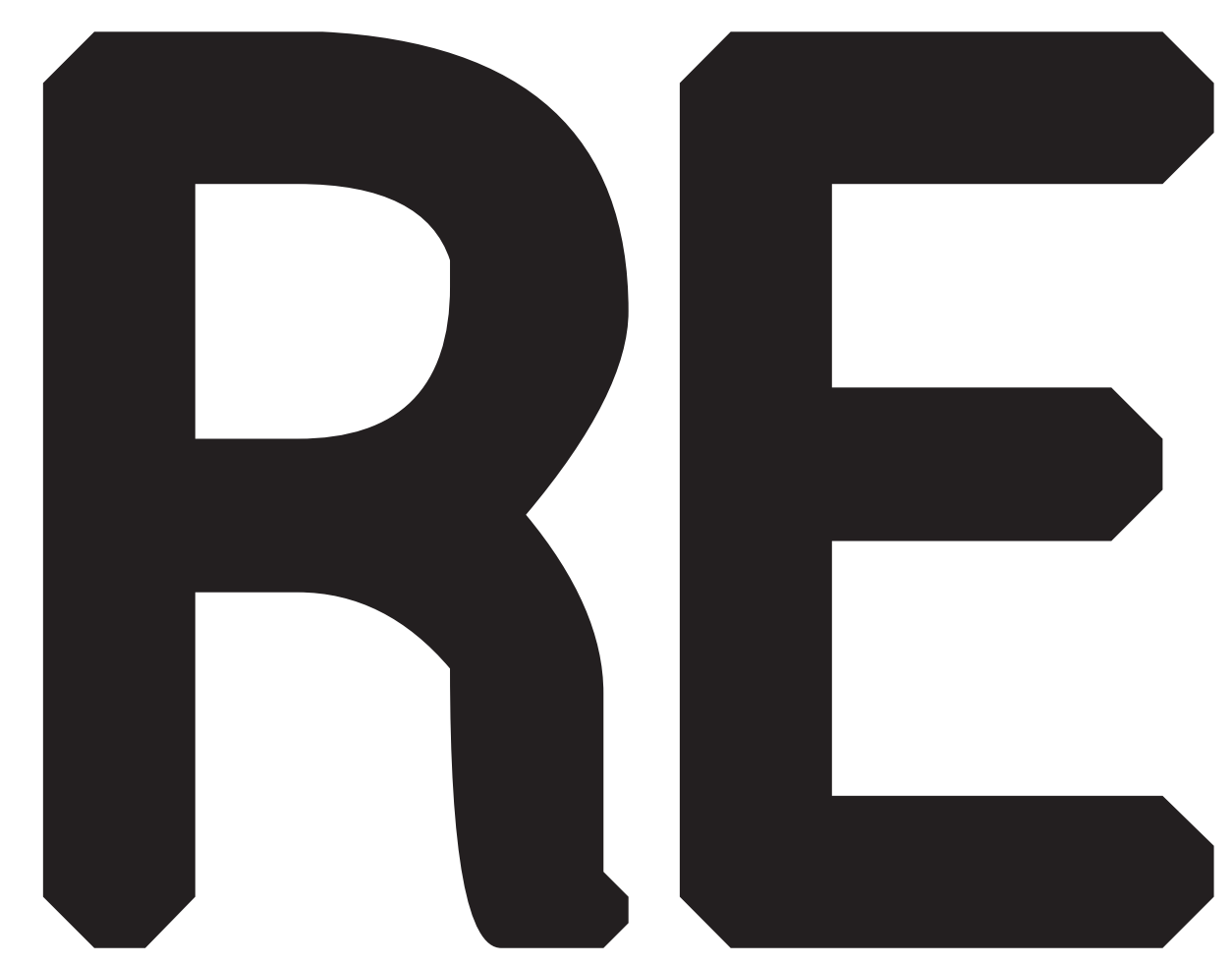
Simbolo utilizzato per indicare i treni Regio Express sui quadri orario italiani

### Trenord

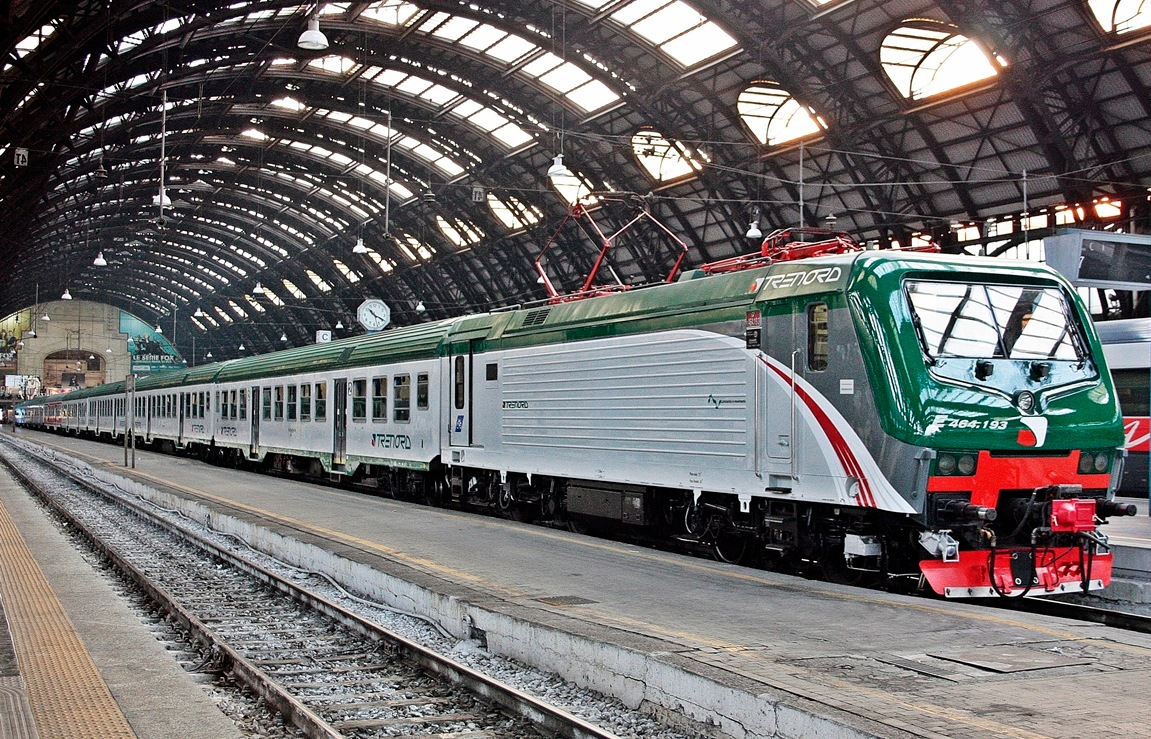
Treno RegioExpress di Trenord, in partenza da Milano Centrale per Tirano

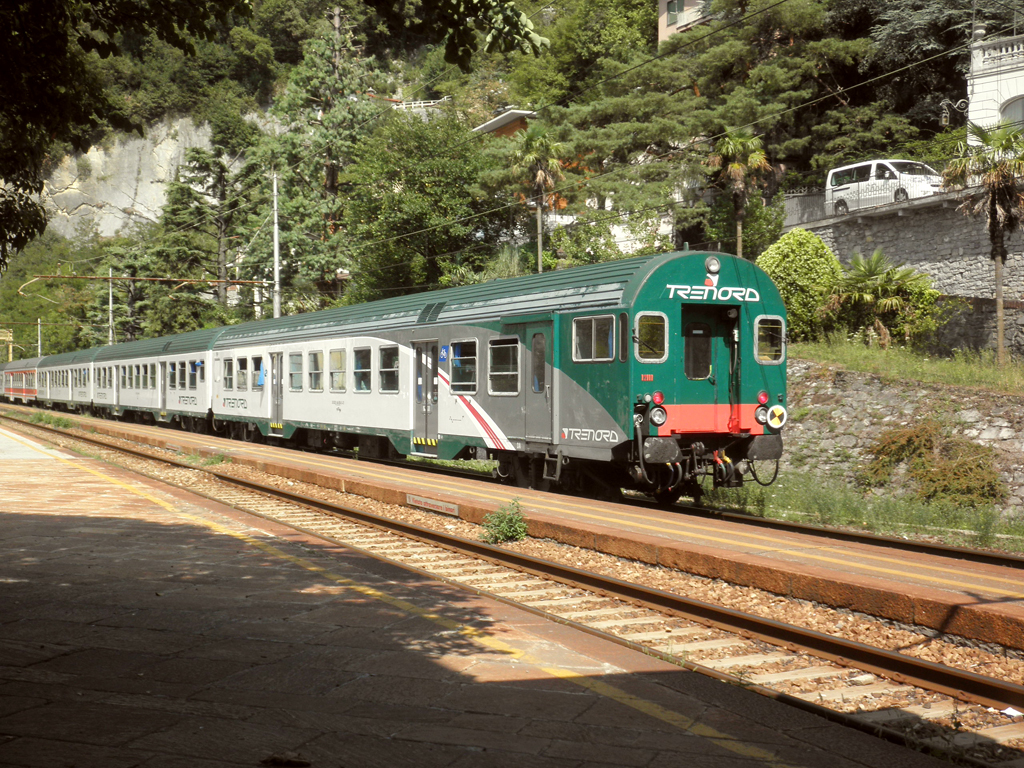
Carrozza semipilota MDVC in composizione a un treno RegioExpress in livrea Trenord

In Italia la società Trenord, controllata al 50% da Trenitalia, fornisce la quasi totalità dei suoi collegamenti ferroviari nella regione Lombardia, utilizzando anche convogli Vivalto costruiti da Corifer.
La categoria RegioExpress (RE) indica i treni non a prenotazione (accessibili quindi alla normale tariffa regionale) che fermano solo nelle stazioni principali (a livello regionale). In alcune direttrici, prevalentemente quelle di Ferrovie Nord, i treni RE fermano solo nelle stazioni principali per una parte del percorso, nella quale tipicamente le fermate non effettuate dai RE sono effettuate da altri treni regionali, e in quasi tutte le stazioni per il resto del tragitto.
I RE effettuano servizio sulle seguenti direttrici:
- RE 1

```
Laveno
 - 
Varese
 - 
Saronno
 - 
Milano
```

- RE 2

```
Bergamo
 - 
Pioltello
 - 
Milano
```

- RE 3

```
Brescia
 - 
Iseo
 - 
Edolo
```

- RE 4

```
Domodossola
 - 
Gallarate
 - 
Milano
```

- RE 5

```
Porto Ceresio
 - 
Varese
 - 
Gallarate
 - 
Milano
```

- RE 6

```
Verona
 - 
Brescia
 - 
Treviglio
 - 
Milano
```

- RE 7

```
Como
 - 
Saronno
 - 
Milano
```

- RE 8

```
Tirano
 - 
Sondrio
 - 
Lecco
 - 
Milano
```

- RE 11

```
Mantova
 - 
Cremona
 - 
Lodi
 - 
Milano
```

- RE 13

```
Alessandria
 - 
Voghera
 - 
Pavia
 - 
Milano
```

- RE 80

```
Locarno
 - 
Chiasso
 - 
Como
 - 
Milano
```

I treni sono cadenzati a frequenza semioraria, oraria o bioraria, e sono l'equivalente per Trenord dei treni Regionali Veloci di Trenitalia.
Questi convogli vengono utilizzati anche per i collegamenti transfrontalieri con la Svizzera sulle linee:
- S 10

: Milano Centrale - Chiasso - Bellinzona - Castione-Arbedo - Erstfeld
- S 30

: Aeroporto di Milano-Malpensa - Luino - Bellinzona
- S 40

: Como - Chiasso - Mendrisio - Stabio.

### Trenitalia
La prima apparizione della categoria RegioExpress (RExp) risale al 2004, quando Trenitalia decise di introdurla a partire dall'orario invernale, in sostituzione della vecchia denominazione di treno diretto; tale decisione non ebbe tuttavia seguito.
il 12 dicembre 2010 è stata introdotta ufficialmente la categoria treno regionale veloce (indicato sui quadri orari come RV o RGV) per treni gestiti dalle amministrazioni ferroviarie delle regioni interessate e pertanto inquadrati nell'ambito del trasporto pubblico locale.

### SAD
La categoria RegioExpress (RE) è utilizzata dalla società altoatesina SAD per indicare i treni in servizio sulla linea Merano-Malles che non fermano in tutte le stazioni.

## Europa
Per questa categoria è difficile dare una definizione internazionale. Corrisponde grosso modo al TER (trasporto espresso regionale) della SNCF. Inoltre, quando un treno TER entra nella rete svizzera, viene ufficialmente indicato come RegioExpress. La categoria RegioExpress non va confusa con la categoria RE (Svizzera) o con l'IRE (Germania) che designa un treno InterRegioExpress.